# جورج پلکانوس
جورج پلکانوس (انگلیسی: George Pelecanos؛ زادهٔ ۱۸ فوریهٔ ۱۹۵۷) رمان‌نویس، فیلم‌نامه‌نویس، تهیه‌کننده تلویزیونی اهل ایالات متحده آمریکا است.
وی همچنین برندهٔ جوایزی همچون جایزه ادگار شده‌است.